# Diplocystaceae
Diplocystaceae is een familie van schimmels behorend tot de orde van boleten. Het typegeslacht is Diplocystis.

## Verspreidin
In Nederland komen er geen soorten uit deze familie voor.

## Geslachten
De familie Diplocystaceae bestaat uit de volgende geslachten:
- Astraeus(11)
- Diplocystis (5)
- Diploderma(1)
- Endogonopsis(1)
- Tremellogaster (1)